# آب‌سنگ حلقوی آرنو
آب‌سنگ حلقوی آرنو (به لاتین: Arno Atoll) یک آب‌سنگ حلقوی در جزایر مارشال است که در زنجیره راتاک واقع شده‌است. آب‌سنگ حلقوی ارنو ۱۳٫۰ کیلومتر مربع مساحت و ۲٬۰۶۸ نفر جمعیت دارد و ۳ متر بالاتر از سطح دریا واقع شده‌است.